# Robert Macpherson (homme politique canadien)
Pour les articles homonymes, voir Robert Macpherson et Macpherson.
Robert Macpherson (11 décembre 1853-30 juin 1929) est un homme politique canadien de la Colombie-Britannique. Il est député provincial indépendant de la circonscription britanno-colombienne de Vancouver City de 1894 à 1900.

## Biographie
Né à Inverkip dans le Renfrewshire en Écosse, Macpherson étudie sur place. Après s'être établie au Manitoba en 1882, il se dirige vers Vancouver en 1888.
Macpherson est nommé représentant du Nationalist Party qui représentait le premier vrai parti des travailleurs
Il meurt à Burnaby en juin 1929 à l'âge de 75 ans.